# Majid Hamad Amin Jamil
Majid Hamad Amin Jamil oder Madschid Amin (arabisch مجيد حمد أمين جميل, DMG Maǧīd Ḥamad Amīn Ǧamīl) ist ein irakischer Politiker. Er war Gesundheitsminister seines Landes (Stand April 2012).
Am 19. April 2012 wurde auf ihn ein Attentat mit einer Autobombe verübt. Jamil überlebte, fünf seiner Leibwächter wurden verletzt.